# Kasey Rogers
Kasey Rogers, f. Josie Imogene Rogers, född 15 december 1926 i Morehouse i Missouri, död 6 juli 2006 i Los Angeles, var en amerikansk skådespelerska. Hon är främst känd för sin roll i Hitchcocks Främlingar på tåg (1951) och rollen som Louise Tate i TV-serien Bewitched (1964).